# Diacyclops badeniae
Diacyclops badeniae is een eenoogkreeftjessoort uit de familie van de Cyclopidae. De wetenschappelijke naam van de soort is voor het eerst geldig gepubliceerd in 1958 door Kiefer.